# Улица Акас (Рига)
Улица А́кас (латыш. Akas iela — Колодезная) — Г-образная улица в Центральном районе города Риги. Начинается от улицы Лачплеша, пересекает улицу Гертрудес, делает поворот более чем на 90° и заканчивается перекрёстком с улицей Тербатас. С другими улицами не пересекается.
Общая длина улицы Акас составляет 293 метра. На всём протяжении асфальтирована. Движение одностороннее, от начала к концу улицы. Общественный транспорт по улице Акас не курсирует.

## История
Улица Акас показана на плане города уже в 1763 году под своим нынешним названием (рус. Колодезная улица, нем. Brunnenstraße), которое никогда не изменялось. Является одной из наиболее старых улиц своего района, одной из немногих, чья трасса сохранилась при перестройке рижских предместий после пожара 1812 года.
По преданию, название улице дал колодец, располагавшийся у нынешнего перекрёстка с улицей Гертрудес.
В районе улицы Акас в XVI веке находилось Яново кладбище, где в братских могилах хоронили горожан, умерших во время эпидемий.
До наших дней сохранилась застройка конца XIX — первой половины XX века.

## Примечательные объекты
- Дом № 5/7 (1911, архитектор П. Мандельштам) — памятник архитектуры местного значения[6]. До его постройки на этом месте стоял деревянный дом, построенный в 1885 году по проекту Я.-Ф. Бауманиса[4];
- Угловой дом по ул. Гертрудес, 19/21 (1909, архитектор Р. Донберг) — памятник архитектуры местного значения[7];
- Угловой дом по ул. Гертрудес, 20 (1938, архитектор Н. Войтс[латыш.]) — памятник архитектуры местного значения[8];
- Угловой дом по ул. Гертрудес, 23 (1909, архитектор Э. Лаубе) — памятник архитектуры государственного значения[9][10];
- Дом № 8 (1912, архитектор Э. Лаубе) — памятник архитектуры местного значения[11];
- Дом № 10 (1898, архитектор К. Пекшенс)[4] — бывший доходный дом, с 1923 года Рижская городская русская гимназия, с 1951 — школа № 23, с 1991 Ломоносовская русская школа, с 2011 корпус школы № 40;
- Дом № 13 (1908) — памятник архитектуры местного значения[12]. Ныне в здании находится Объединённая методистская церковь Латвии.

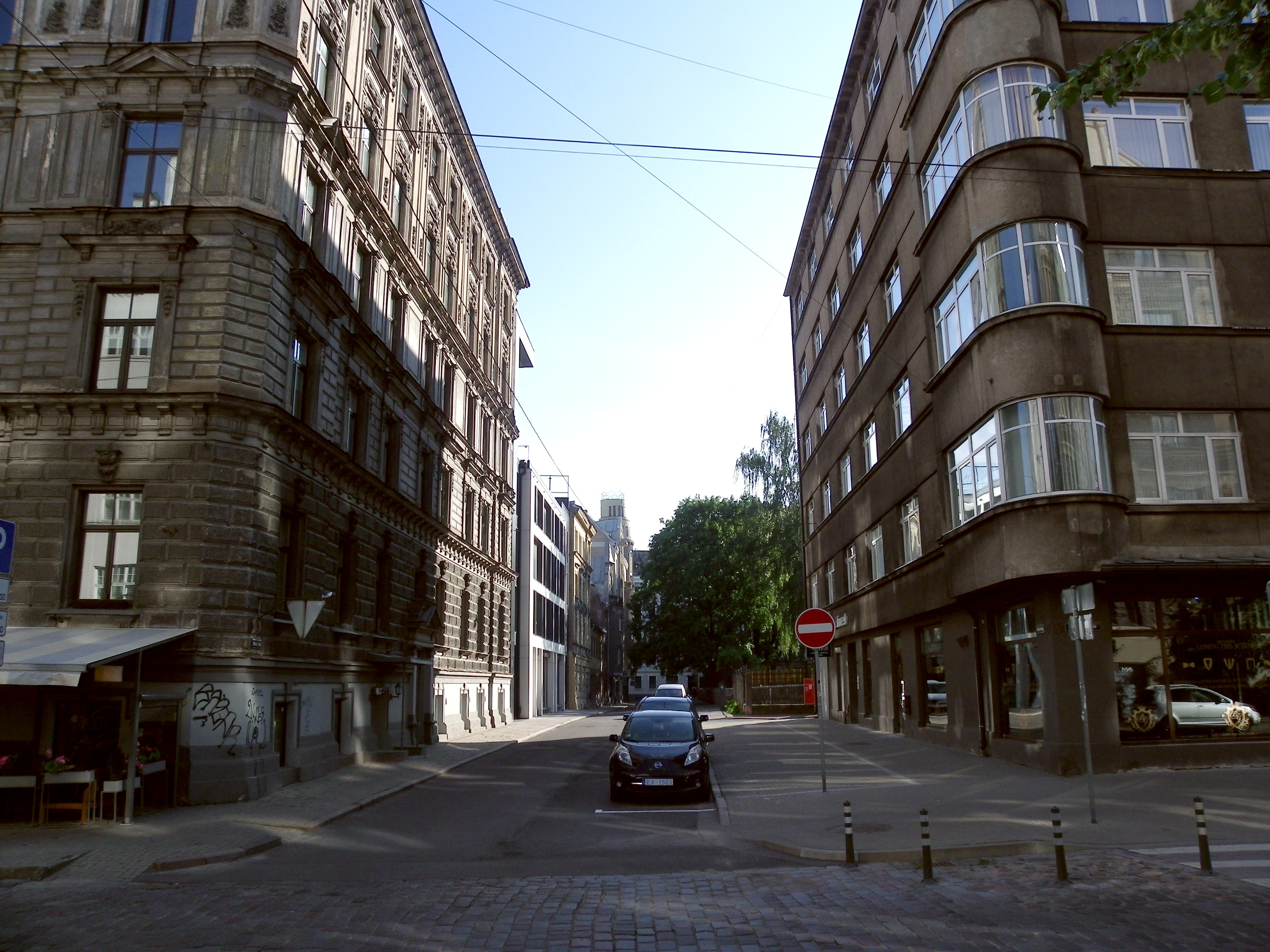
Вид улицы от ул. Гертрудес к началу улицы
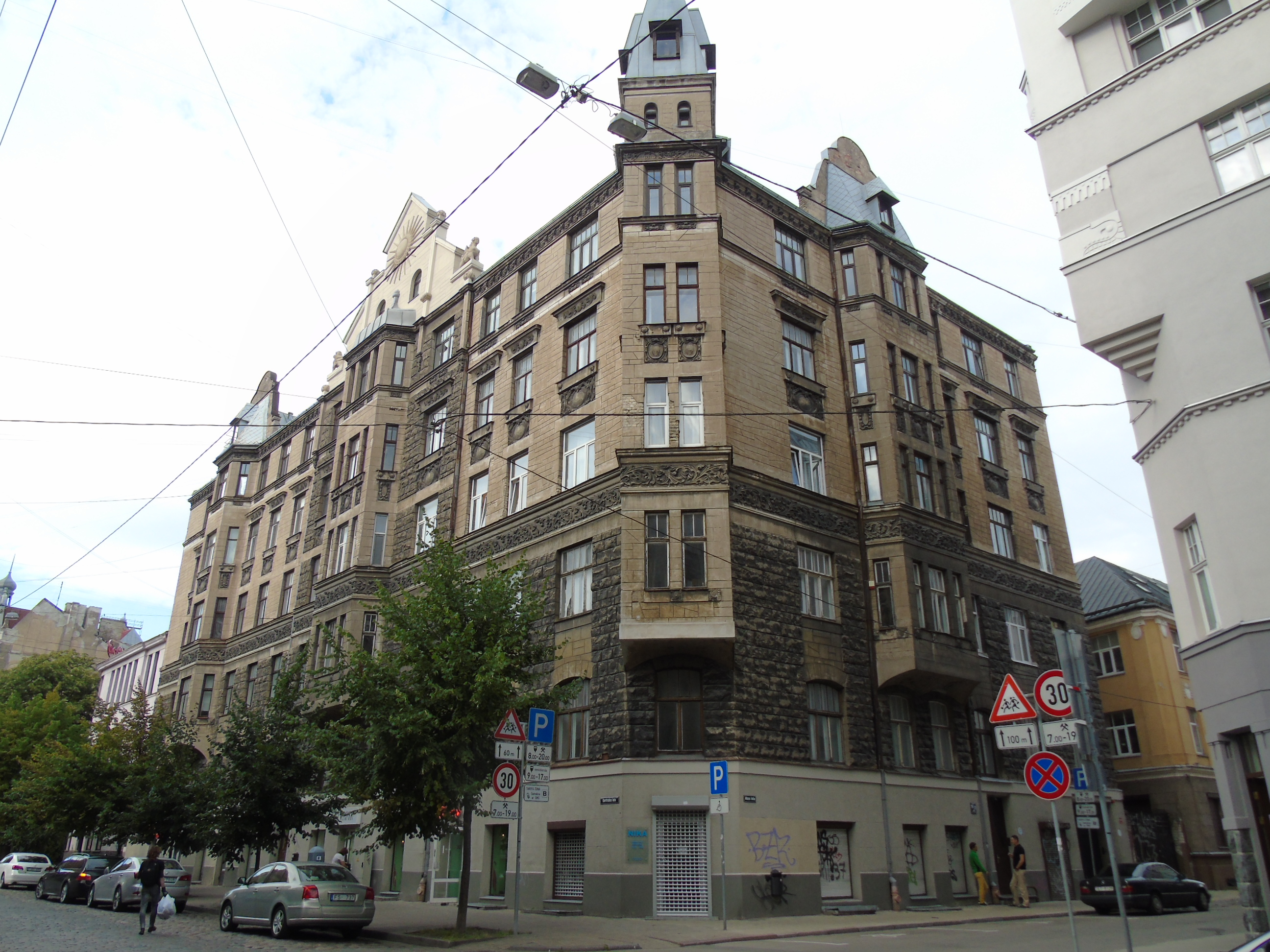
Угловой дом по ул. Гертрудес, 19/21
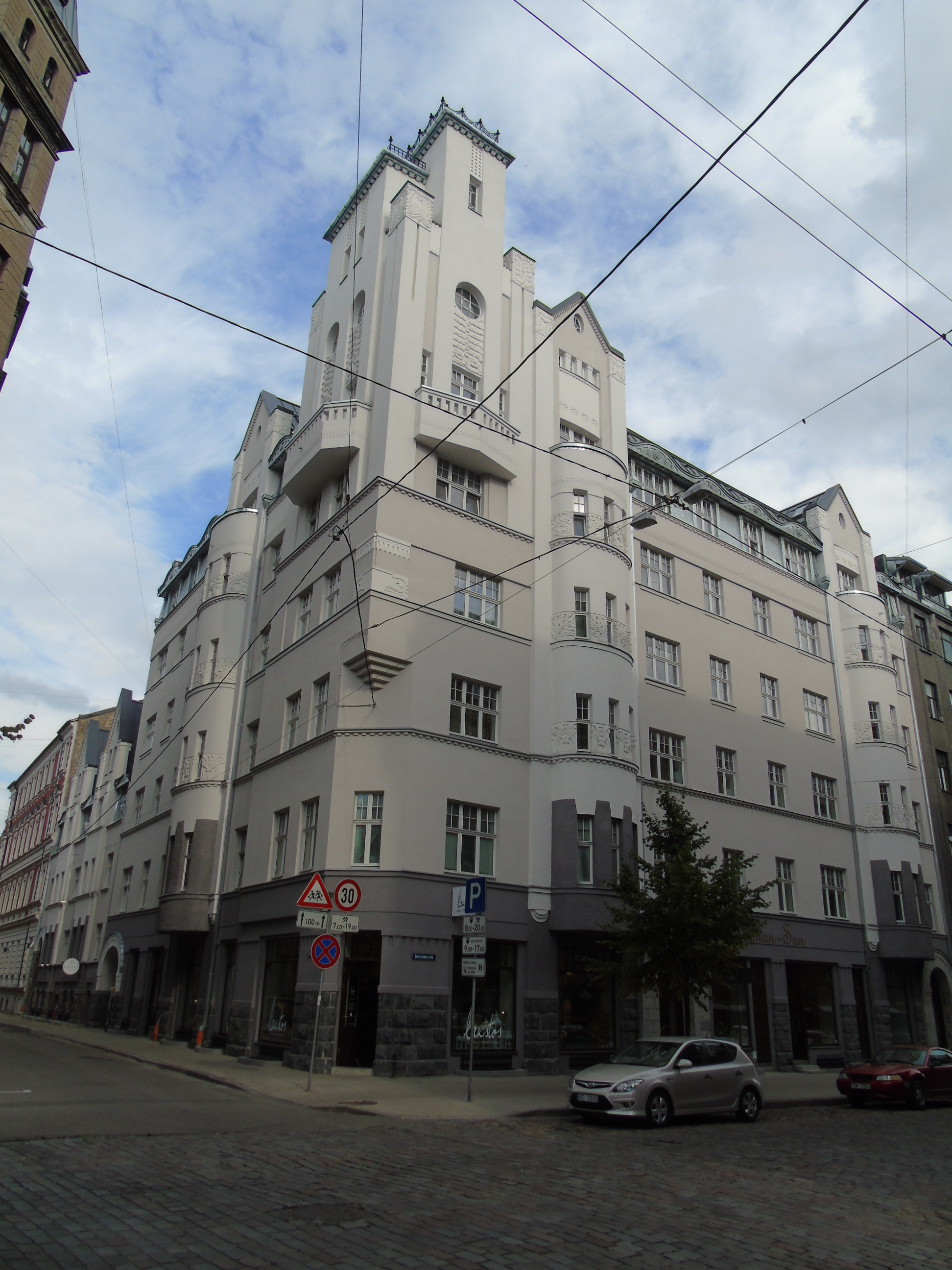
Угловой дом по ул. Гертрудес, 23
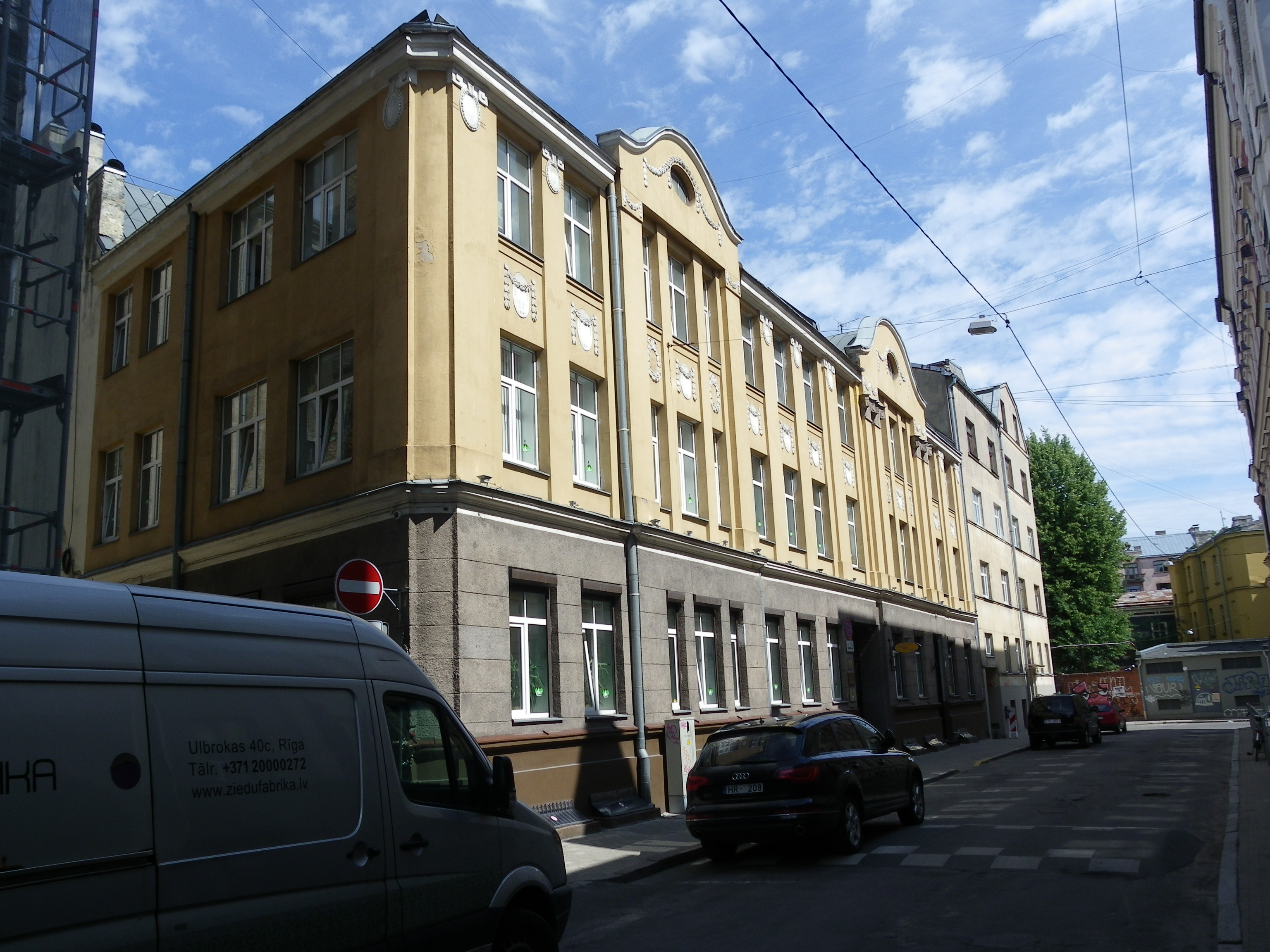
Дом № 5/7
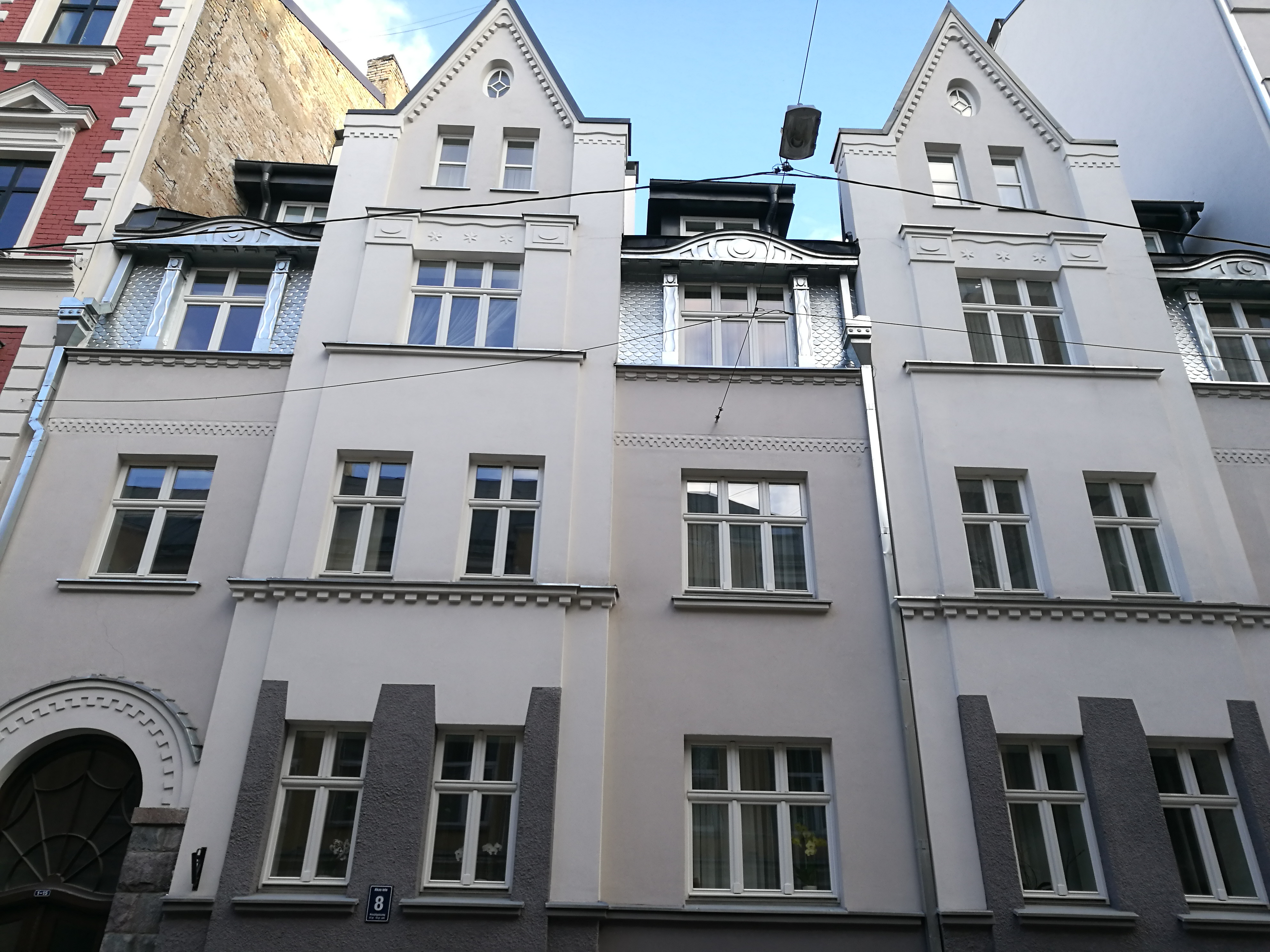
Дом № 8
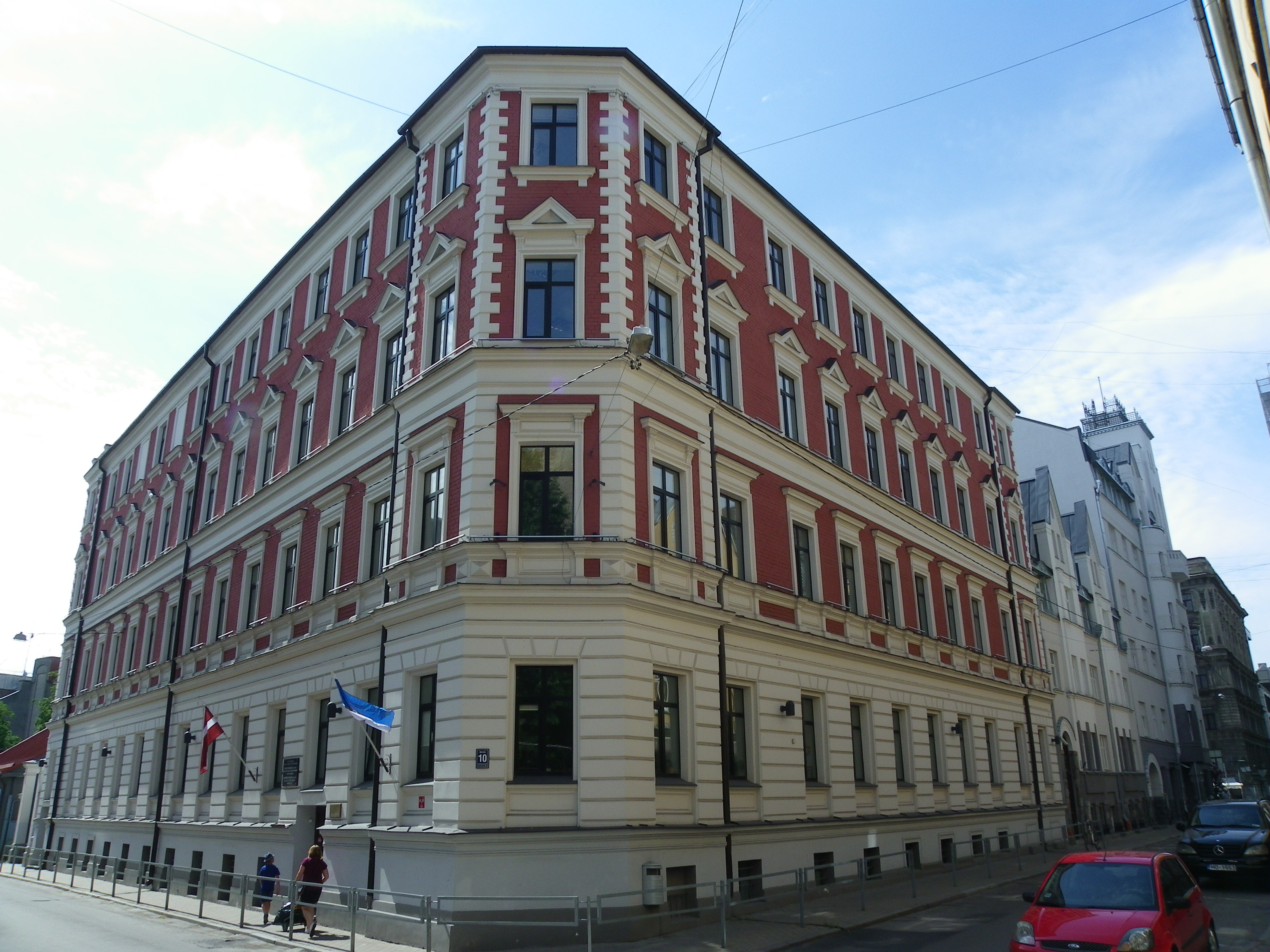
Дом № 10, ныне корпус школы №40
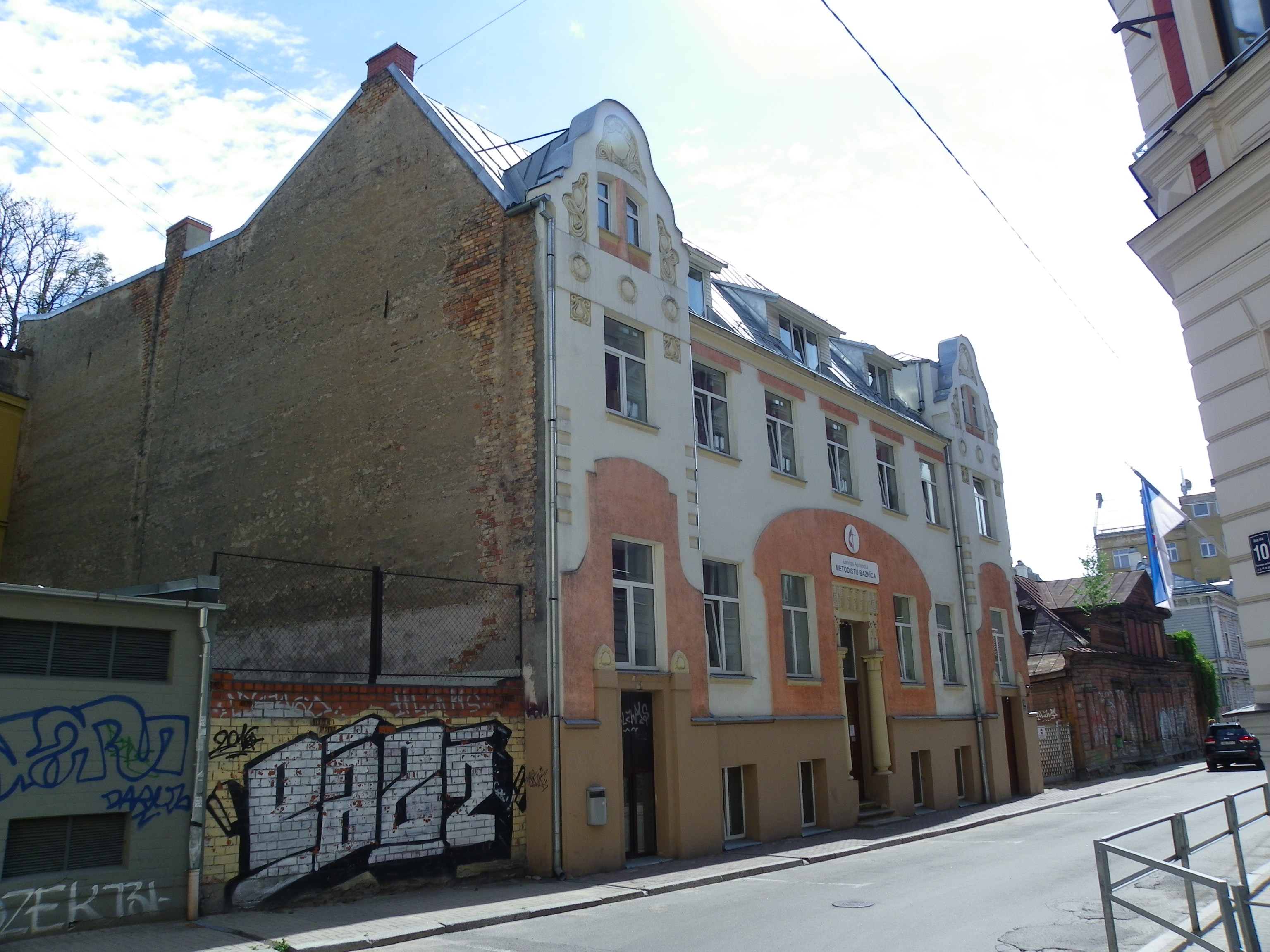
Дом № 13
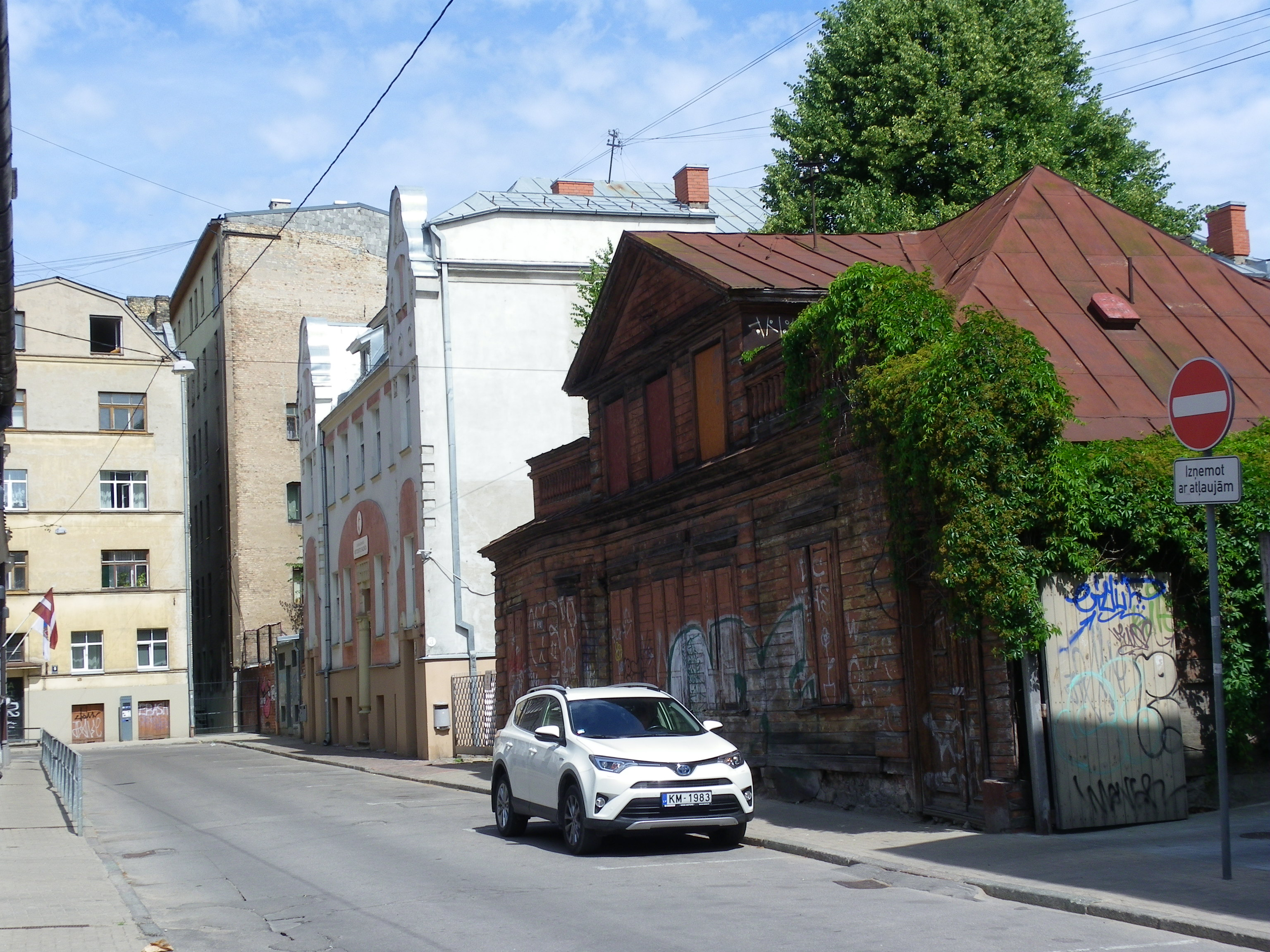
Дом № 13 k-2 (1852, утрачен)
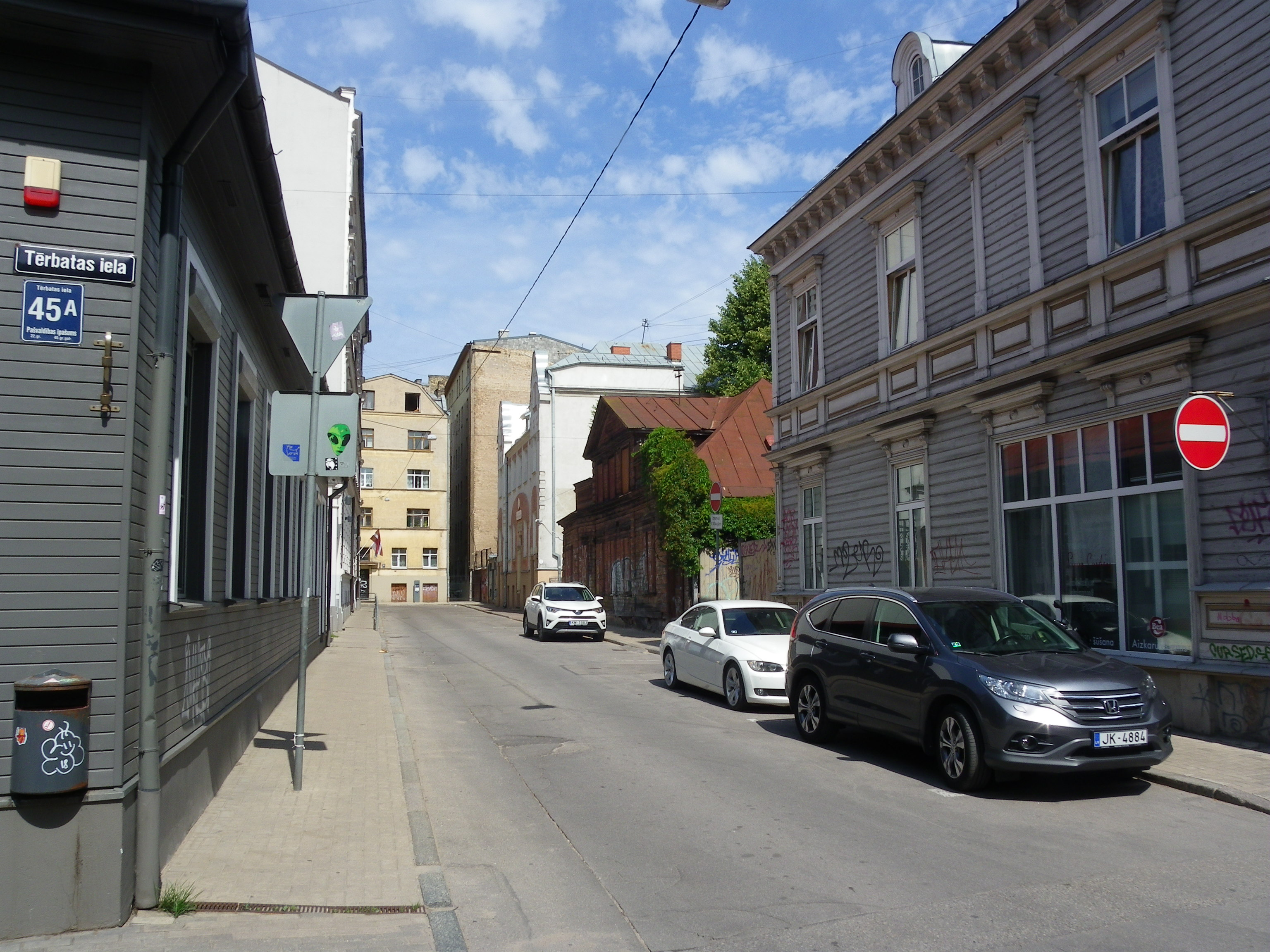
Вид улицы от ул. Тербатас